# Jardin de l'Hôtel-de-Sens
Jardin de l'Hôtel-de-Sens je veřejný park, který se nachází v Paříži ve 4. obvodu. 

## Poloha
Vstup do zahrad je v domě č. 7 na Rue des Nonnains-d'Hyères.

## Historie
Zahrady byly zřízeny v roce 1957.

## Popis
Park o rozloze 6200 m2 má úpravu francouzských zahrad.